# Kevin Briggs
El sargento Kevin Briggs (también conocido como el Guardián del Puente Golden Gate) es un oficial de la California Highway Patrol (Patrulla de Caminos de California) que ha evitado que más de dos centenares de personas saltaran del Puente Golden Gate hacia la Bahía de San Francisco. Recientemente, Briggs anunció que iba a ser de retirarse de la Patrulla de Carreteras de California y enfocar sus esfuerzos en la prevención del suicidio.

## Biografía
Briggs solicitó una posición en la California Highway Patrol imitando a un amigo suyo ya que quería ver de qué se trataba. Durante su carrera, se estima que disuadió a personas de suicidarse en el Puente Golden Gate al menos dos veces al mes, y lleva haciéndolo desde 1994, año en que comenzó a patrullar el puente. Según sus cálculos, ha disuadido a dos centenares de personas de saltar, y tan sólo dos personas decidieron saltar después de que él intercediera.
Según Briggs en 2003, una típica conversación se inicia preguntando cómo están, preguntando seguidamente cuál es su plan para el día siguiente. Si no tienen un plan, les ayudaba a hacer uno, e invitarlos a que vengan de nuevo al puente si el plan no funciona al final del día. En 2013, le preguntaba a la gente: «¿estás aquí para hacerte daño?»
En mayo de 2013, la Fundación Americana para la Prevención del Suicidio reconoció la Patrulla de Caminos de California con un premio de servicio público en la prevención del suicidio. Briggs aceptó el premio en nombre de la California Highway Patrol. En noviembre de 2013, NBC News realizó una crónica de Briggs e informó sobre su inminente jubilación. Después de su retiro de la California Highway Patrol, planea centrar su trabajo en la prevención del suicidio. También es un veterano del Ejército de los Estados Unidos.